# Pétrel de Madère
Vous lisez un « article de qualité » labellisé en 2012.
Pterodroma madeira
Espèce
Statut de conservation UICN

 EN D : En danger
Le Pétrel de Madère (Pterodroma madeira) est une espèce d'oiseaux de mer de la famille des Procellariidae qui est endémique de l'île de Madère. Ce pétrel aux longues ailes a un dos et des ailes gris, avec une marque en forme de « W » plus sombre sur les ailes, et le dessus de la queue grise. Le dessous des ailes est noirâtre à l'exception d'un triangle blanc près du corps, et le ventre est blanc avec les flancs gris. Il ressemble beaucoup au Pétrel gongon (P. feae), en plus petit, et il n'est pas toujours aisé de distinguer ces deux espèces de Macaronésie. Le Pétrel de Madère niche dans des terriers. L'unique œuf, blanc, est couvé par le mâle et la femelle à tour de rôle, l'un restant sur le nid tandis que l'autre va se nourrir de poissons et de calmars.
Le Pétrel de Madère était autrefois considéré comme une sous-espèce du Pétrel soyeux (P. mollis), mais les deux espèces ne sont en réalité pas aussi proches qu'il ne le semble au premier abord et le Pétrel de Madère a été élevé au rang d'espèce à part entière une fois bien établies les différences de morphologie, de cri et de comportement sexuel entre les deux espèces, et à la suite d'études sur leur ADN mitochondrial. C'est l'oiseau de mer le plus menacé d'Europe, et il ne dispose plus que de quelques sites de reproduction dans les montagnes du centre de Madère. Les œufs, les oisillons et les adultes sont des proies faciles pour les chats et les rats, introduits sur l'île, et étaient autrefois un mets apprécié des bergers locaux. Le contrôle des prédateurs, et d'autres mesures comme le retrait des ruminants qui écrasaient les terriers, a permis à la population de remonter à entre 65 et 80 couples reproducteurs. L'espèce reste toutefois considérée comme « en danger » par l'Union internationale pour la conservation de la nature. Les efforts de sauvegarde ont connu un coup d'arrêt en août 2010, lorsqu'un incendie a tué trois adultes et 65 % des oisillons.

## Description

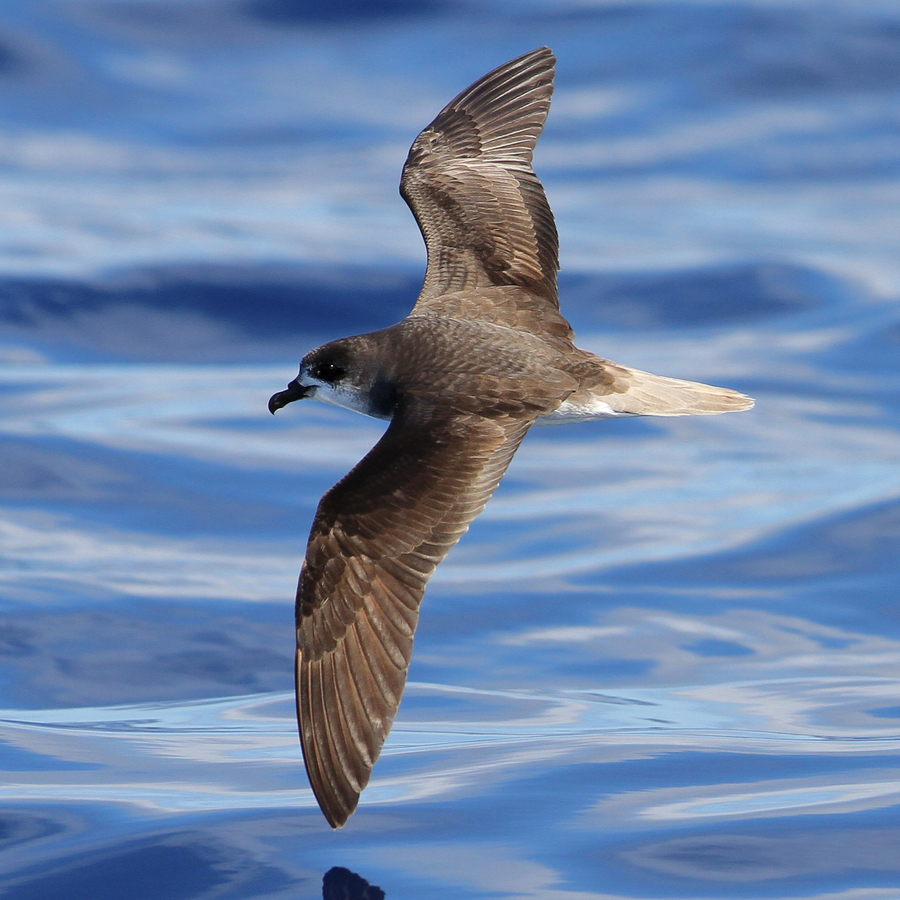
Vue du dessus.

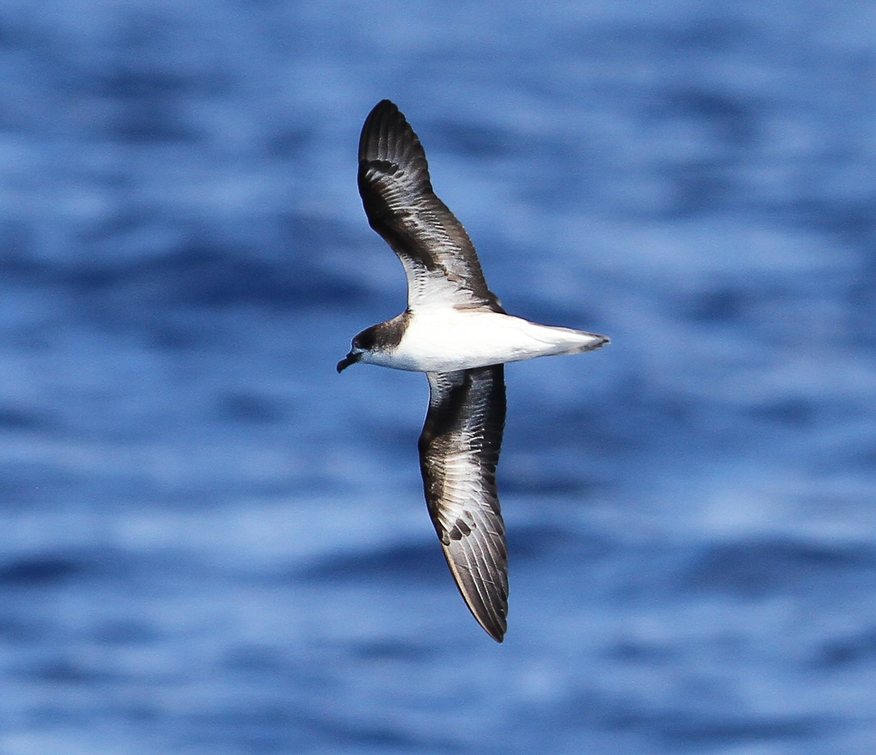
Vue du dessous.

Ce pétrel aux longues ailes mesure de 32 à 34 cm de long pour une envergure de 78 à 86 cm et un poids moyen de 290 grammes. Il a le dos et les ailes grises. Ces dernières présentent une marque plus sombre en forme de « W ». Le dessous des ailes est sombre, à l'exception d'un triangle blanc près du corps ; le ventre est blanc et les flancs sont gris. La tête est blanche tachetée de brun, avec une tache sombre au sommet et un point noir derrière et devant l'œil, qui est brun. Le bec est noir et les pattes sont roses. Cette couleur s'étend sur le premier tiers des pattes, mais les doigts et les palmures sont brun foncé. Son vol rapide rappelle le petit Puffin cendré (Calonectris diomedea) ou le Puffin majeur (Puffinus gravis). Lorsque le vent est fort, il se tient bien au-dessus de l'eau avec les ailes en partie pliées. Les caractéristiques du plumage des jeunes sont inconnues, de même que le déroulement de la mue.
Cette espèce ressemble beaucoup au Pétrel gongon (Pterodroma feae), mais est légèrement plus petite. La simple différence de taille et le vol plus léger du Pétrel de Madère ne sont pas toujours suffisants pour l'identifier clairement en mer, notamment lorsqu'il s'agit d'un individu isolé. Le Pétrel de Madère a un petit bec léger, généralement plus long et plus fin que le Pétrel gongon, ce qui est notamment visible chez les femelles qui semblent avoir le bec le plus fin. La marque blanche présente sous les ailes peut également aider à distinguer les deux espèces, puisqu'elle n'existe que chez le Pétrel de Madère, mais elle n'est pas facilement visible chez tous les individus. L'extrémité des ailes est arrondie chez le Pétrel de Madère, alors qu'elle ne l'est pas toujours chez le Pétrel gongon, mais il ne s'agit pas d'un critère de détermination parfaitement fiable. Au large de l'est des États-Unis et des Açores, les pétrels macaronésiens se distinguent facilement du Pétrel des Bermudes (Pterodroma cahow) dont les parties supérieures sont intégralement sombres hormis la croupe, de couleur gris pâle.
Les expéditions de l'ornithologue Hadoram Shirihai dans l'archipel de Madère en 2008, 2009 et 2010 ont conduit à l'observation d'un pétrel du genre Pterodroma, peut-être le même oiseau à trois reprises, aux couvertures sous-alaires en grande partie blanches, mais avec un motif au-dessus des ailes similaire au Pétrel de Madère et au Pétrel gongon. Ce type de plumage ne correspond à aucune espèce connue. Il pourrait s'agir d'une variante de coloration du Pétrel de Madère, mais sur plus de 100 oiseaux capturés au nid, aucun ne présentait une telle coloration. Selon d'autres hypothèses, ce serait une simple aberration génétique formant un cas isolé, un hybride ou encore un taxon encore inconnu.

## Écologie et comportement

### Cri
Durant la période de reproduction, le Pétrel de Madère émet une longue lamentation, de « fréquents trémolos en oooèèh... oh-ho-o-o-ooèh et autres variations », rappelant le chuintement d'une Chouette hulotte (Strix aluco) éloignée, ou un cri moins fréquent rappelant les gémissements d'un chiot. Il est silencieux lorsqu'il est en mer. Son cri de reproduction est très semblable à celui du Pétrel gongon, et l'analyse des cris du Pétrel soyeux et des pétrels macaronésiens a conduit Bretagnolle, directeur de recherche au CNRS, à suggérer en 1995 que ces animaux ne formaient que deux espèces, considérant les formes les plus nordiques madeira, feae et deserti comme des sous-espèces du Pétrel gongon.

### Alimentation
Le Pétrel de Madère, comme les autres pétrels, se nourrit de petits calmars et de poissons. Le contenu stomacal d'un oiseau étudié avec précision comprenait des céphalopodes, des poissons bioluminescents de l'espèce Electrona risso et de petits crustacés. Comme les autres petits pétrels, le Pétrel de Madère ne suit pas les bateaux, contrairement à des espèces plus grandes de pétrels, bien connues des pêcheurs car elles suivent les chalutiers et se nourrissent des débris de poissons largués à la mer.

### Reproduction

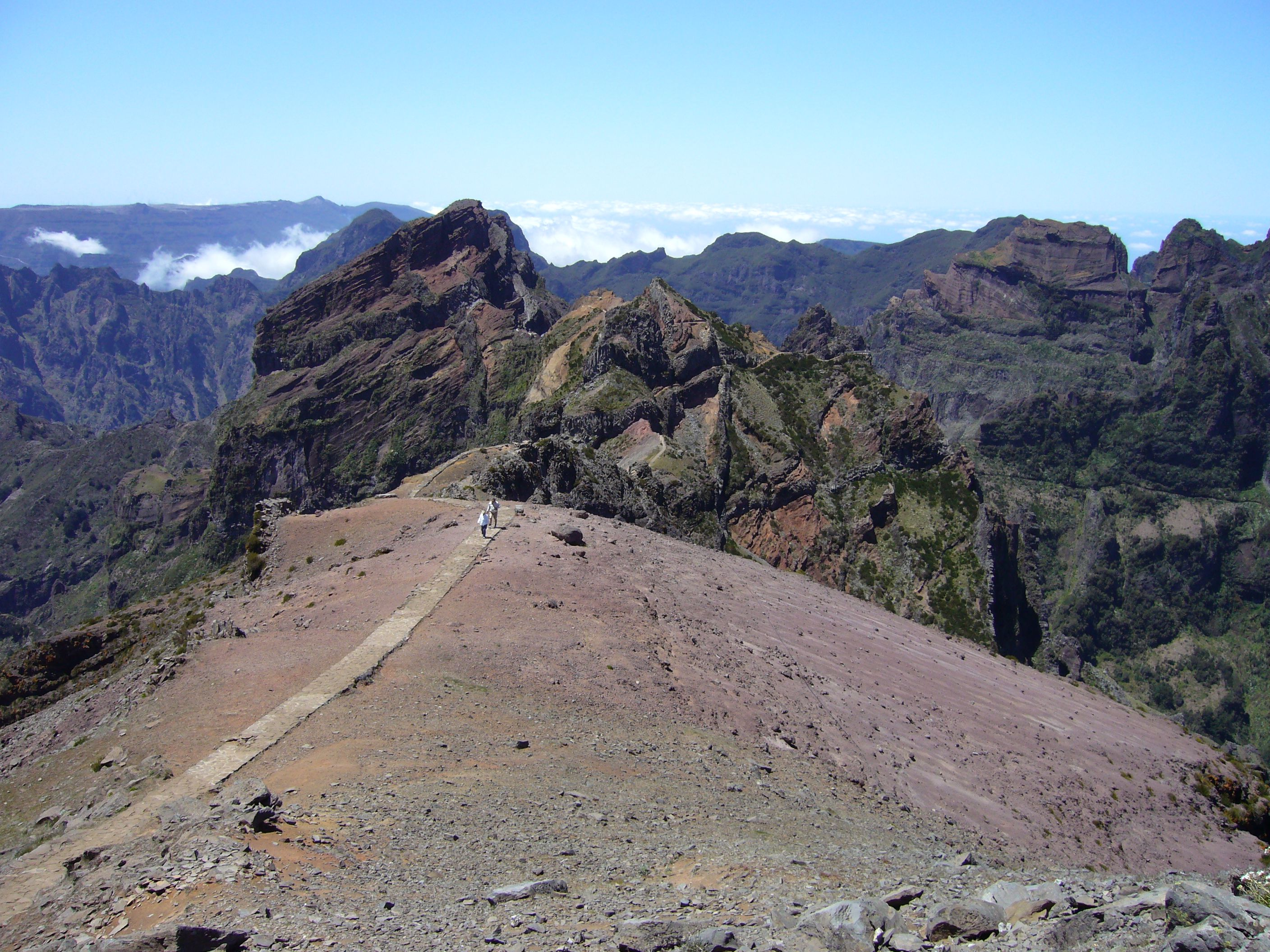
Piste menant aux lieux de ponte, avec ici au centre le Pico Ruivo.

La reproduction du Pétrel de Madère commence deux mois avant celle du Pétrel gongon (au sens large, le Pétrel des Desertas ayant été séparé du gongon en 2008). L'oiseau revient de l'océan vers le lieu où il est né à la fin du mois de mars ou au début du mois d'avril. Les mâles font alors la cour aux femelles durant les premières heures de la journée et le soir. Le nid est un terrier peu profond, voire un terrier de lapin abandonné, pouvant faire jusqu'à 140 cm de long, creusé dans le sol d'une corniche à la végétation dense. La longueur du terrier dépend de l'âge du couple qui l'utilise, les jeunes oiseaux creusant des tunnels moins profonds. Les œufs ovales sont pondus de mi-mai à mi-juin dans une chambre au fond du terrier, et ils sont couvés durant 51 à 54 jours. Les deux parents couvent à tour de rôle, pendant que leur partenaire va se nourrir en mer,. Le jeune quitte le nid 85 jours après l'éclosion, fin septembre ou octobre. Sur son site de reproduction, ce pétrel adopte un mode de vie nocturne afin d'éviter la prédation par les laridés. Il s'éloigne de 3 à 5 km au large des côtes durant le jour avant de rentrer à terre le soir. Il émet son cri caractéristique 30 minutes après le crépuscule, et ce jusqu'à l'aube, y compris les nuits de pleine lune.
Les couples sont formés pour la vie chez cette espèce, et ils retournent au même terrier chaque année. L'œuf n'est pas remplacé s'il est perdu. L'espérance de vie de cet oiseau est assez longue, et on a observé un oiseau revenir dix années de suite à son terrier. La longévité de l'oiseau est estimée à environ 16 ans. On ne connaît pas l'âge auquel ce pétrel est mature, mais il semble devoir attendre au moins quatre ans avant de se reproduire. En dépit de la proximité de leurs sites de reproduction, le Pétrel de Madère et le Pétrel gongon ne se mélangent jamais en période de reproduction et aucun cas d'hybridation n'est connu.

### Prédateurs et parasites
Comme les pétrels ne sont visibles que la nuit sur leur site de reproduction, ils évitent la prédation des mouettes et des rapaces diurnes. Par ailleurs, la seule chouette de l'île, la Chouette effraie (Tyto alba), se nourrit exclusivement de rongeurs. Madère ne possède aucun mammifère terrestre natif, à l'exception des chauves-souris, mais certaines espèces introduites par l'homme s'attaquent aux oisillons comme aux adultes. C'est le cas des rats bruns (Rattus norvegicus) et des chats domestiques (Felis silvestris catus). Même les sites de nidification en haute montagne ne sont pas à l'abri de ces prédateurs : 10 adultes ont ainsi été tués par des chats en 1990,. Les poux retrouvés dans les plumes du Pétrel de Madère comprennent Trabeculus schillingi, des espèces du genre Saemundssonia et une espèce indéterminée du genre Halipeurus.

## Répartition et habitat

Lieux de ponte.

Le Pétrel de Madère est endémique de l'île principale de l'archipel du même nom, où il pond ses œufs sur des rebords bien fournis en végétation et assez accessibles des montagnes du centre de l'île, entre Pico do Arieiro et Pico Ruivo. Les plantes typiques des corniches qu'il affectionne sont des hémicryptophytes et des chamaephytes, mais des plantes herbacées peuvent également être présentes. Il niche à une altitude moyenne de 1 600 m. Il était autrefois plus répandu, des traces subfossiles ayant été retrouvées dans une grotte de l'est de Madère, et près de l'île de Porto Santo. Pour assurer la pérennité des nids, ceux-ci sont situés hors de portée des chèvres introduites sur l'île, et les corniches sont riches en végétation endémique. Cette végétation assure qu'il y ait suffisamment de terre sur la corniche pour que le pétrel puisse creuser son nid.
Ce pétrel se rencontre exclusivement dans les eaux de Madère pendant sa période de reproduction. Durant le reste de l'année, on ne sait pas jusqu'où il peut aller en mer, car il est rare et on peut facilement le confondre avec un autre pétrel,,. Des oiseaux identifiés comme des Pétrels de Madère ou des Pétrels gongons ont été observés des deux côtés de l'Atlantique Nord, et les observations sont de plus en plus fréquentes en Irlande et au Royaume-Uni, peut-être parce que le réchauffement climatique amène ces oiseaux dans des zones tempérées plus au nord. Ces observations sont principalement effectuées à la fin du printemps et en été dans l'ouest de l'Atlantique Nord, et à la fin de l'été et au début de l'automne à l'est. Cela peut laisser suggérer que ces oiseaux suivraient une route autour de l'Atlantique Nord après avoir quitté leurs sites de reproduction. Toutefois, les quelques oiseaux identifiés semblaient tous correspondre à des Pétrels gongons. On peut imaginer que le Pétrel de Madère suive une stratégie identique, puisque les premiers résultats d'une étude faisant appel à la géolocalisation d'individus fait état d'une dispersion de part et d'autre de la crête océanique du centre de l'océan Atlantique durant la période de reproduction, et d'une migration vers la côte brésilienne en dehors de la période de reproduction. Les pétrels du genre Pterodroma ont été occasionnellement aperçus aux îles Canaries et aux Açores.

## Taxinomie et systématique
Le genre Pterodroma comprend des oiseaux de mer des océans tempérés et tropicaux. Certains sont peu connus, et ils se ressemblent fortement, ce qui complique leur taxinomie. Les espèces de ce genre se reproduisant en Macaronésie (à Madère, sur l'île de Bugio dans les îles Desertas, et dans l'archipel du Cap-Vert) ont longtemps été considérées comme étant des sous-espèces du Pétrel soyeux (P. mollis), mais des analyses de l'ADN mitochondrial de ces animaux, et leurs différences de taille, de cri et de comportement sexuel ont démontré qu'ils n'étaient pas apparentés de manière proche à P. mollis, et que le plus proche parent des oiseaux macaronésiens serait en fait le Pétrel des Bermudes (P. cahow). Sangster établit dès lors le Pétrel de Madère vivant sur l'île éponyme, et le Pétrel gongon vivant sur les Desertas et au Cap-Vert comme des espèces à part entière. Cette classification est entérinée par l'Association of European Rarities Committees (AERC) en 2003. En 2008, le Pétrel des Desertas (P. deserta), des îles du même nom, devient à son tour une espèce à part entière,, statut entériné par le Congrès ornithologique international.
Sangster estime que les deux groupes de Macaronésie (Pétrel de Madère d'une part, Pétrel gongon et des Desertas de l'autre) ont divergé à la fin du Pléistocène précoce, il y a 850 000 ans, mais la méthodologie utilisée pour parvenir à ce résultat est contestée. Une analyse des poux présents sur le Pétrel des Desertas et sur le Pétrel de Madère a montré que les deux espèces abritent des parasites bien distincts, ce qui laisse à penser qu'elles sont séparées depuis très longtemps, les poux ne pouvant être transmis que par contact physique dans le nid. Les parasites du Pétrel de Madère ressemblent plus à ceux du Pétrel des Bermudes, tandis que ceux du Pétrel des Desertas ressemblent plus aux poux que portent les espèces de Pterodroma des Caraïbes et du Pacifique. Ainsi, malgré leur ressemblance, ces deux groupes que l'on rencontre dans l'archipel de Madère pourraient être issus de vagues de colonisation différentes, l'une arrivant sur l'île de Madère, et l'autre sur les îles Desertas. Bien que l'absence d'hybridation entre les deux espèces ait permis leur évolution séparée, les études génétiques montrent que les trois pétrels de Macaronésie restent fortement apparentés, chacun étant le plus proche parent des deux autres,.
La reproduction des pétrels dans les hautes montagnes du centre de Madère est observée pour la première fois par le naturaliste et prêtre allemand Ernst Johann Schmitz, qui ne les différencie pas des oiseaux qu'il a observé précédemment dans les îles Desertas. L'espèce est décrite pour la première fois comme une sous-espèce de Pétrel soyeux par l'ornithologue amateur australien Gregory Mathews en 1934,. À la suite de la reconnaissance des oiseaux de Madère comme espèce distincte, l'ornithologue portugais Paul Alexander Zino s'intéresse à la conservation de cet oiseau au cours de la seconde partie du XXe siècle. Son rôle déterminant dans la préservation de l'espèce lui vaut d'être immortalisé dans son nom vernaculaire en anglais, « Zino's Petrel ». Le nom générique, Pterodroma, dérive du grec πτερον (pteron) signifiant « aile », et δρομος (dromos) signifiant « courant », et se réfère au vol vif et erratique de l'animal. La dénomination spécifique, madeira, fait référence à l'île où vit ce pétrel. En portugais, l'oiseau est appelé Freira, ce qui signifie « nonne ». Les habitants de Curral das Freiras (la vallée des nonnes), non loin du site de reproduction de l'oiseau, racontent en effet que le cri nocturne des pétrels durant la saison de reproduction est celui des âmes de sœurs s'étant réfugiées dans la vallée pour échapper aux attaques des pirates français pendant quinze jours en 1566,.
Des fossiles de pétrels Pterodroma datant d'il y a entre 60 000 et 25 000 ans ont été retrouvés dans deux grottes à Gibraltar. Deux formes ont été identifiées : l'une de taille similaire au Pétrel de Madère, présente en grand nombre, et l'autre de taille supérieure et plus rare. On ne sait pas s'ils correspondent à l'emplacement d'un ancien site de reproduction, ou s'il s'agit d'animaux échoués à la suite d'une tempête. Ainsi, le genre semblait autrefois plus répandu, même si l'on ne connait pas exactement l'aire qu'il occupait.

## Menaces et protection

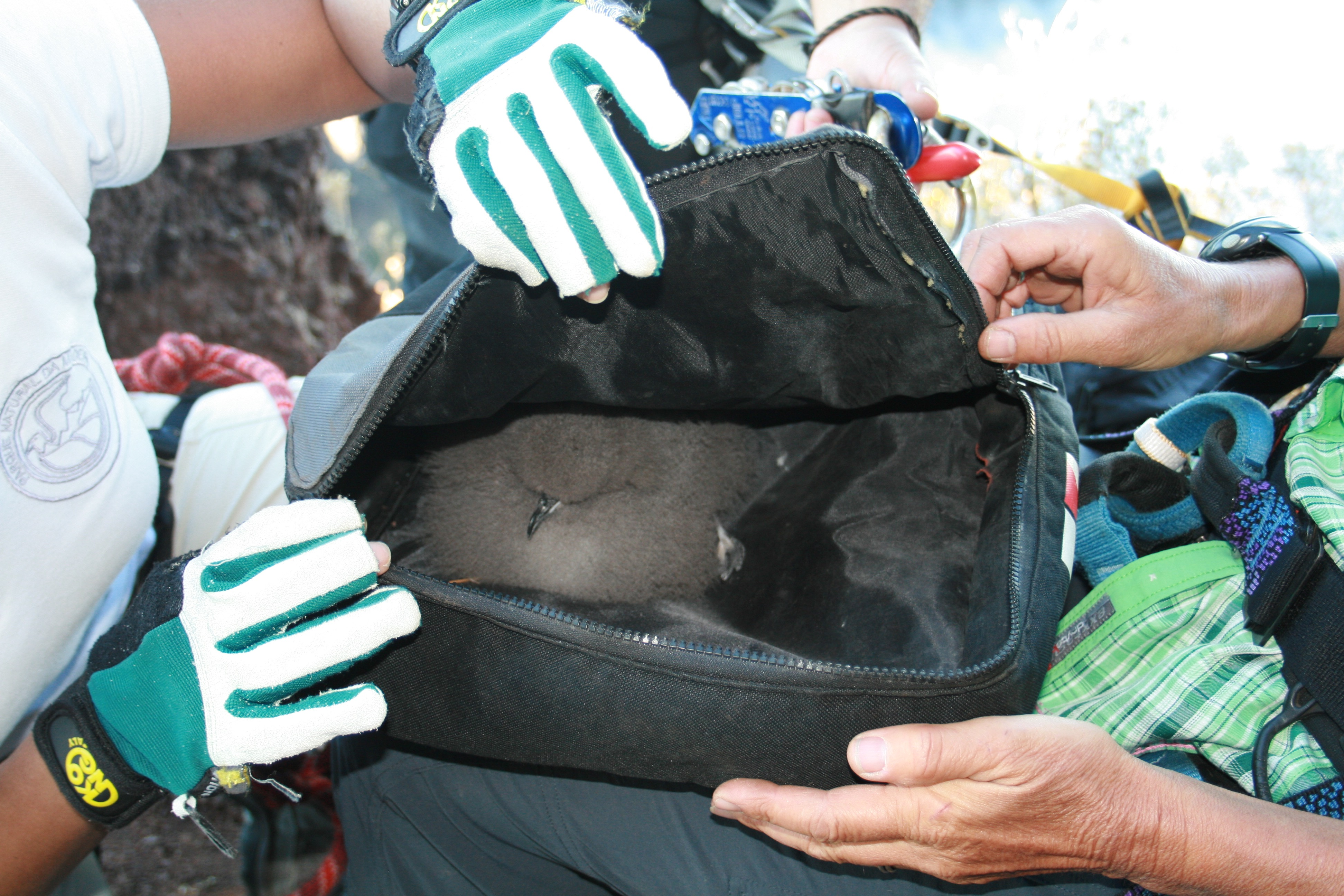
Poussin de quelques semaines.

L'aire de répartition du Pétrel de Madère est très réduit : le sommet d'une petite chaîne de montagnes sur une seule île. C'est l'un des oiseaux de mer les plus menacés d'extinction d'Europe. Déjà présent sur une zone très réduite lors de sa découverte, on le croit disparu au milieu du XXe siècle. Deux jeunes tout juste sortis du nid sont découverts dans le palais du gouverneur à Funchal au début des années 1940, certainement attirés par la lumière, mais l'espèce n'est ensuite plus observée jusqu'en 1969. En 1969, Paul Zino passe un enregistrement audio du « Pétrel gongon » de Bugio à un berger de Curral das Freiras. Ce dernier reconnait immédiatement le cri et conduit les chercheurs à la dernière zone de ponte. La prédation des rats fait irrémédiablement baisser les chances de survie des jeunes, et aucun oisillon ne quitte le nid en 1985. Le Freira Conservation Project est fondé en 1986 dans le but de sauver le Pétrel de Madère de l'extinction en le protégeant des rats et des humains. Le contrôle est élargi aux chats après une prédation catastrophique par ceux-ci en 1990.
En 2005, on dénombre entre 130 et 160 individus, soit 65 à 80 couples reproducteurs, qui se reproduisent sur seulement six corniches. Ils sont dérangés par les visiteurs la nuit, et par la station radar de l'OTAN installée au sommet du Pico do Arieiro. À plus long terme, le changement climatique pourrait coûter à l'espèce, tous les nids étant situés entre 1 000 m d'altitude et le sommet de la montagne. Autrefois, les bergers collectaient les oisillons et les nids pour se nourrir. Aujourd'hui, la principale menace demeure la prédation par les rats et les chats sauvages, bien que le piégeage ait fortement réduit leurs nombres.
Le Pétrel de Madère est protégé par la Wild Birds Directive de l'Union Européenne, et les sites de reproduction sont situés dans le parc national du parc naturel de Madère. À la suite de l'achat d'environ 300 hectares de terrain aux alentours du principal site de reproduction, tout le cheptel a été retiré de la zone, permettant à la végétation de reprendre le dessus, même si les oiseaux continuent à faire leurs nids sur des corniches inaccessibles aux ruminants. Le nombre de jeunes quittant le nid a augmenté grâce à la recherche sur l'espèce et au contrôle des prédateurs opérés par le Freira Conservation Project et le parc national depuis 1986, complété par la directive européenne de 2001. Ainsi, 29 oisillons arrivent à l'âge du premier envol en 2004, ce qui justifie de placer l'espèce au rang d'espèce « en danger », et non plus « en danger critique d'extinction », sur la liste rouge de l'UICN en 2004. La population se stabilise ou augmente lentement jusqu'en 2010.
La colonie est sévèrement touchée par un incendie le 13 août 2010 : le site de nidification est ravagé par le feu et trois adultes et 25 des 38 oisillons disparaissent. Le feu détruit la végétation et plusieurs des terriers où nichent les oiseaux. Pour préserver les 13 oisillons restants, les autorités du parc prennent la décision de retirer les oiseaux morts et la végétation brulée, renforcer les nids encore existants et disposer de la mort aux rats autour des nids désormais exposés. À plus long terme, le plan d'action prévoit la construction de nids artificiels, ainsi que des semis de graines pour permettre une reprise rapide de la végétation. En 2011, 45 nids sont occupés, dont 43 contiennent au moins un œuf. 19 d'entre eux éclosent, et 16 oisillons atteignent l'âge de l'envol.